# Locomotiva FCL 250
Le locomotive a vapore gruppo 250 erano un gruppo di 3 locotender a tre assi di costruzione svizzera, alimentate a carbone, che la Mediterranea Calabro Lucane acquisirono usate per il servizio sulle proprie linee a scartamento ridotto.

## Storia
Le MCL acquistarono le locomotive nel 1915 dalla compagnia svizzera BOB, che le aveva utilizzate sulla propria rete del bernese fino alla elettrificazione, per l'utilizzo sulle proprie linee con tratte a cremagliera; vennero immatricolate nel gruppo con i numeri 251, 252, 253 e prestaarono servizio sulla linea Lagonegro-Spezzano Albanese dal 1916 fino al 1937, quando vennero accantonate e sostituite dalle più moderne e potenti unità dei gruppi MCL 400 e MCL 500. Vennero tutte demolite all'inizio degli anni sessanta.

## Caratteristiche
Le locomotive erano state costruite dalla fabbrica svizzera Schweizerische Lokomotiv- und Maschinenfabrik di Winterthur a 3 assi accoppiati e del tipo locotender; erano macchine appartenenti alla prima serie HG 3/3, di tipo piuttosto antiquato, a ruote interne al carro e il moto veniva trasmesso ad esse tramite una manovella esterna alla quale faceva capo la biella di accoppiamento. Erano inoltre munite di ruota dentata per la trazione a cremagliera con dentatura tipo Strub, escludibile durante la marcia in aderenza naturale.

## Deposito locomotive di assegnazione
Durante la loro permanenza sulla Lagonegro-Spezzano Albanese le locomotive furono assegnate ai depositi di Castrovillari e Lagonegro.